# گی برای پول

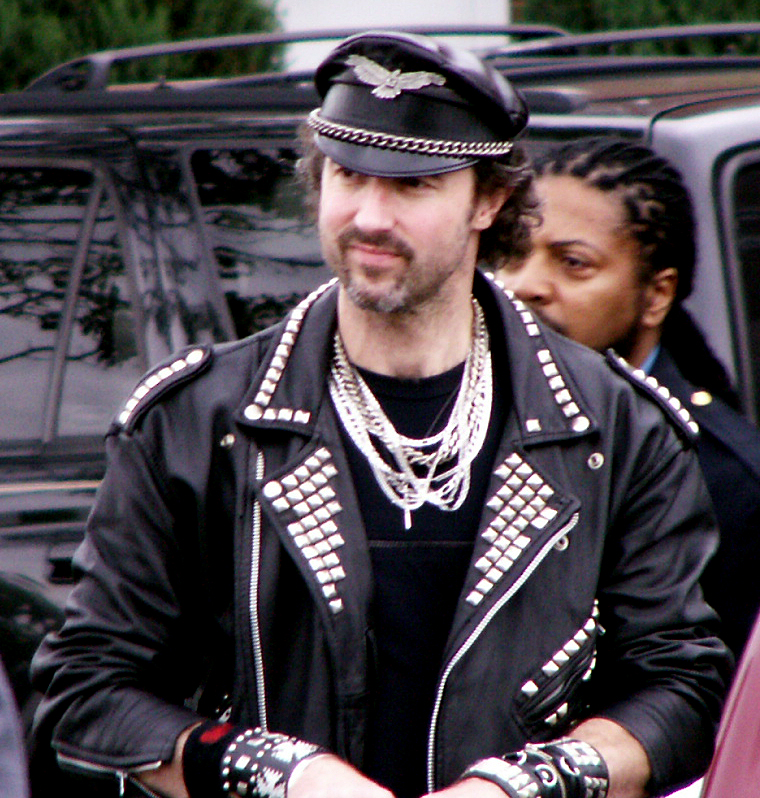
هنرمندانی مانند ویلیج پیپل (اریک آنزالونه در تصویر) بواسطه ایفای نقش شخصیت‌های همنجسگرایانه کلیشه‌ای فانتزی، کسب درآمد می‌کنند.

گی برای پول یا گی در ازای پرداخت به بازیگر، ستاره‌های پورنوگرافیک یا کارگران جنسی مرد یا زنی گفته می‌شود که دگرجنس‌گرا هستند اما برای ایفای نقش حرفه‌ای به عنوان همجنسگرا پول دریافت می‌کنند.